# Orthognathotermes
Orthognathotermes es un género de termitas isópteras perteneciente a la familia Termitidae que tiene las siguientes especies:
1. Orthognathotermes aduncus
2. Orthognathotermes brevipilosus
3. Orthognathotermes gibberorum
4. Orthognathotermes heberi
5. Orthognathotermes humilis
6. Orthognathotermes insignis
7. Orthognathotermes longilamina
8. Orthognathotermes macrocephalus
9. Orthognathotermes mirim
10. Orthognathotermes okeyma
11. Orthognathotermes orthognathus
12. Orthognathotermes pilosus
13. Orthognathotermes tubesauassu
14. Orthognathotermes uncimandibularis
15. Orthognathotermes wheeleri